# Herb gminy Siedlisko
Herb gminy Siedlisko – jeden z symboli gminy Siedlisko, ustanowiony 12 marca 1998.

## Wygląd i symbolika
Herb przedstawia na tarczy w polu zielonym srebrną bramę zamkową z czerwonym dachem, poniżej niej czerwony blankowany fragment murów obronnych i most, a pod mostem pofalowany błękitny wizerunek wody. 